# 오봉로 (경주시)
오봉로(Obong-ro)은 경상북도 경주시 산내면과 서면을 연결하는 도로이다.

## 노선 경로
- 삼거리 명칭 미상 - 단석로 (국도 제20호선)
- 내칠교 (직현천)
- 제2내칠교 (직현천)
- 교동제2교 (직현천)
- 경부고속선 통과
- 상부교 (대천)
- 삼거리 명칭 미상 - 신효로 (지방도 제909호선) ◆ 지방도 제909호선 진입 ↓ ◆
- 통로 (경부고속도로 통과)
- 철길건널목 (중앙선 통과)
- 아화사거리 - 내서로 ◆ 지방도 제909호선 진입 ↑ ◆
- 심곡로와 직결 (지방도 제909호선 ; 영천호국원, 경주 방향)